# Basil Heatley
Benjamin Basil Heatley (Kenilworth, 25 dicembre 1933 – Worcester, 3 agosto 2019) è stato un maratoneta britannico.

## Biografia
Il 13 luglio 1964, alla Polytechnic Marathon in Inghilterra, superò con 2h13'55" il precedente record di Leonard Endelen. Tre mesi dopo, il 21 ottobre, Heatley partecipò alla maratona dei Giochi olimpici di Tokyo 1964, dove arrivò in seconda posizione dietro ad Abebe Bikila e davanti a Kōkichi Tsuburaya, aggiudicandosi la medaglia d'argento.

## Palmarès
| Anno | Manifestazione  | Sede  | Evento   | Risultato | Prestazione | Note |
| ---- | --------------- | ----- | -------- | --------- | ----------- | ---- |
| 1964 | Giochi olimpici | Tokyo | Maratona | Argento   | 2h16'19"2   |      |

## Campionati nazionali
1958
- 4º ai campionati inglesi di corsa campestre - 49'02"

1959
- 7º ai campionati inglesi di corsa campestre - 48'21"

1961
- Oro ai campionati inglesi di corsa campestre - 48'24"

1963
- Oro ai campionati inglesi di corsa campestre - 50'25"

1964
- 5º ai campionati inglesi di corsa campestre - 46'58"

## Altre competizioni internazionali
1956
- Oro ai Midland Counties Championship ( Leicester) - 2h36'55"

1957
- Oro ai Midland Counties Championship ( Coventry) - 2h32'01"
- Argento al Challenge Aycaguer ( Lione)
- Bronzo all'Azencross ( Bruxelles) - 30'37"

1958
- 6º all'Azencross ( Bruxelles) - 29'37"

1959
- Oro ai Midland Crosscountry Championships ( Halesowen) - 38'31"

1961
- Bronzo ai Midland Crosscountry Championships ( Stoke-on-Trent) - 44'40"

1962
- 5º alla Hog's Back ( Guildford), 15,29 km - 45'13"

1963
- 4º alla Maratona internazionale della pace ( Košice) - 2h20'22"
- 5º al Cross Hannut ( Hannut) - 33'23"
- Oro ai Midland Crosscountry Championships ( Derby) - 45'48"

1964
- Oro alla Polytechnic Marathon ( Chiswick) - 2h13'55"
- Bronzo alla 20 miglia di Pembroke ( Pembroke) - 1h43'04"
- 5º al CrossCup de Hannut ( Hannut) - 33'23"